# König Jérôme
König Jérôme oder Immer Lustick är en komisk operett i fem akter med musik av Carl Michael Ziehrer till text av Adolf Schirmer (1810–1886). Den hade premiär på Ringtheater i Wien den 28 november 1878 med Ziehrer själv som dirigent. Operetten hade endast en måttlig framgång och dess öde beseglades då Ringtheater brann ner 1881 och förstörde stora delar av partituret. Kvar fanns endast ouvertyren, klaverutdrag och arian "Verliebt".
König Lustig (eller "Lustik"/"Lustick"/"Lustigk") var smeknamnet på Jérôme Bonaparte (1784–1860) när denne var kung av Westfalen från 1807 till 1813.